# 대구교육해양수련원
대구교육해양수련원(大邱敎育海洋修鍊院, Daegu Education Maritime Training Center)는 대구광역시의 학생들에게 해양수련 활동과 교직원들의 복지증진을 위한 휴식공간을 제공하기 위하여 대구광역시교육청 하에 설치된 직속기관이다.
원장은 교육연구관, 지방부이사관, 지방서기관 또는 지방기술서기관으로 보한다.

## 연혁
- 2006년 7월 10일: 설치

## 조직
원장
- 운영부
- 총무부